# Avenue Yvan Lutens
L'avenue Yvan Lutens (en néerlandais: Yvan Lutenslaan) est une avenue bruxelloise de la commune de Woluwe-Saint-Pierre qui va de l'avenue du Prince Baudouin à l'avenue Alfred Madoux sur une longueur totale de 550 mètres.

## Historique et description
Le nom de l'avenue est celui d'un administrateur d'une société immobilière qui possédait des terrains près de l'avenue Alfred Madoux.